# Sally Eilers
Sally Eilers (New York City, 11 dicembre 1908 – Woodland Hills, 5 gennaio 1978) è stata un'attrice statunitense.

## Biografia
I suoi genitori si trasferirono da New York a Los Angeles, e qui Sally si diplomò nella Fairfox High School, dove ebbe compagna di scuola Jane Peters, poi famosa col nome di Carole Lombard. Entrambe cercavano di sfondare nell'ambiente del cinema: Eilers ottenne nel 1927 le prime particine in modesti cortometraggi, fino a guadagnare il ruolo di protagonista nel film di Mack Sennett The Good-Bye Kiss, del 1928, anno in cui fu eletta tra le WAMPAS Baby Stars.
Di lì a poco e per un decennio Sally Eilers divenne una delle figure più popolari di Hollywood, interpretando da protagonista una trentina di film del genere più vario, dal western alla commedia, al dramma e al noir. Tra i suoi film si ricordano Il guerriero (1930) con Buster Keaton, Il cammello nero e Bad Girl (1931), di Frank Borzage, vincitore di due premi Oscar, She Made Her Bed (1934), Coniglio o leone? (1936) con Eddie Cantor, La voce del diavolo di Carol Reed, girato in Inghilterra nel 1936, Sangue nel sogno (1945). La sua carriera declinò nel finire degli anni Trenta. Nel decennio successivo interpretò soltanto cinque film e lasciò il cinema nel 1950 con il western Il passo degli apaches, con Rod Cameron.
Fu sposata quattro volte: nel 1930 con l'attore di western Hoot Gibson, conosciuto sul set di The Long, Long Trial, nel 1933 con il produttore Harry Joe Brown, col quale ebbe un figlio, nel 1943 con l'aviatore Howard Barney e nel 1949 col regista televisivo Hollingsworth Morse, dal quale divorziò nel 1958. Morì nel 1978 di un attacco cardiaco in un ospedale di Woodland Hills, in California, a 69 anni. Fu cremata e le ceneri custodite nel Forest Lawn Memorial Park di Glendale.

## Riconoscimenti
- WAMPAS Baby Star nel 1928

## Filmografia parziale

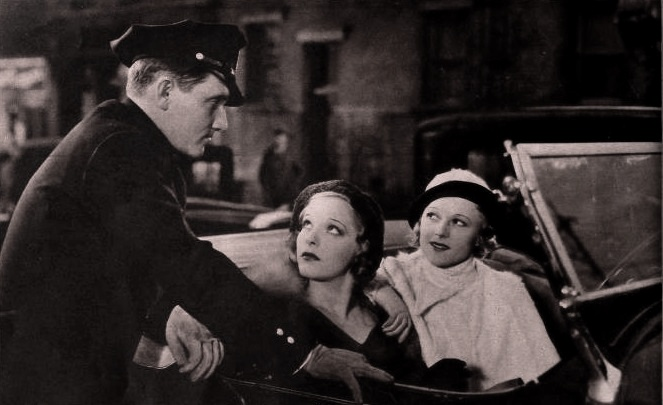
Con Spencer Tracy e Sally Blane in Disorderly Conduct

- Passione di principe (Paid to Love), regia di Howard Hawks (1927)
- The Red Mill, regia di Roscoe Arbuckle (1927)
- The Good-Bye Kiss, regia di Mack Sennett (1928)
- Rivista delle nazioni (The Show of Shows), regia di John G. Adolfi (1929)
- Trial Marriage, regia di Erle C. Kenton (1929)
- Ragazze d'America (Broadway Babies), regia di Mervyn LeRoy (1929)
- Allegri marinai (Sailor's Holiday), regia di Fred C. Newmeyer (1929)
- The Long, Long Trail, regia di Arthur Rosson (1929)
- Il guerriero (Doughboys), regia di Edward Sedgwick (1930)
- La moglie bella (Let Us Be Gay), regia di Robert Z. Leonard (1930)
- Il cammello nero (The Black Camel), regia di Hamilton MacFadden (1931)
- Bad Girl, regia di Frank Borzage (1931)
- Disorderly Conduct, regia di John W. Considine Jr. (1932)
- Montagne russe (State Fair), regia di Henry King (1933)
- Marinai a terra (Sailor's Luck), regia di Raoul Walsh (1933)
- Ala errante (Central Airport), regia di William A. Wellman (1933)
- I Spy, regia di Allan Dwan (1934)
- She Made Her Bed, regia di Ralph Murphy (1934)
- Una notte d'oblio (Remember Last Night?), regia di James Whale (1935)
- Coniglio o leone? (Strike Me Pink), regia di Norman Taurog (1936)
- La voce del diavolo (Talk of the Devil), regia di Carol Reed (1936)
- Condannate (Condemned Women), regia di Lew Landers (1938)
- Segreto mortale (Full Confession), regia di John Farrow (1939)
- Sangue nel sogno (Strange Illusion), regia di Edgar G. Ulmer (1945)
- Il pugnale del bianco (Coroner Creek), regia di Ray Enright (1948)
- Il passo degli apaches (Stage to Tucson), regia di Ralph Murphy (1950)